# Důl Deym
Důl Deym (původně Heinrich) je bývalý důl v Petřvaldu v okrese Karviná. Byl prvním skutečným hlubinným dolem v Petřvaldské dílčí pánvi.

## Situace
Uhelné sloje v Petřvaldu vycházely na čtyřech lokalitách až na povrch, a proto mohly být těženy po odkrytí zeminy. Předpokládala se existence dalších slojí, ale při stávající úrovni vědy a techniky nešlo sloje objevit jinak než kutáním. V Petřvaldu bylo vyhloubeno 15 takových povrchových jam. Kutací licenci uděloval Okrskový horní soud v Kutné Hoře. Součástí licence byly podmínky:
- zasypání nepotřebných odkrývek
- dohoda, případné odškodnění majitelů pozemků
- žádost o pochůzku ihned po nálezu uhlí
- žádost o zápůjčku dolových měr[4]

První propůjčka dolové míry v Petřvaldu byla udělena dne 13. ledna 1835. V místě dobyvatelné sloje byla vyhloubena šachtice Friedrich (Bedřich). Šachtice musely spoléhat na přirozené (samočinné) odvětrávání, přesto  dosáhla jáma Friedrich (Bedřich) postupným prohlubováním hloubky 75 metrů.
Problémy s odvodněním a odvětráváním lépe řešila těžba štolami, zvlášť po vybudování Martinské dědičné štoly. Pomocí čtrnácti štol bylo štolové dobývání praktikováno po dobu 40 let.
Pro dobývání níže položených slojí byl už průběhu štolového dobývání budován hlubinný důl.

## Zakladatel
Jámu Heinrich (Jindřich) nechal hloubit v roce 1844 Heinrich hrabě Larisch-Mönnich (23. února 1793 Karviná – 21. dubna 1859 Florencie). Jáma byla vybavena parním strojem, který střídavě těžil a čerpal vodu.
Larisch-Mönnich nemusel vyjednávat o náhradách škod způsobených důlní činností, protože byl vlastníkem většiny pozemků. O dolové míry však musel žádat Okrskový horní soud. V roce 1885 provozovala důlní činnost rodina Larisch-Mönnichů na 87 dolových měrách.
V Petřvaldu to nebyl  jediný podnikatelský počin Heinricha Larisch-Mönnicha. Od francouzského podnikatele Alfreda Locointe koupil továrnu na zinkovou bělobu. Podnikal i v okolí Petřvaldu: továrna na sodu, sklárna, továrna na hliněné zboží a cukrovar.

## Dědicové
Po smrti zakladatele zdědila podnikání jeho vdova, hraběnka Henriette von Larisch-Mönnich.
Důl Jindřich zdědil v roce 1862 Eugen (Evžen) Larisch-Mönnich (18. února 1835 – 14. prosince 1880 Venedig), který se dne 1. května 1965 oženil s Marianne, rozenou hraběnkou Deym. Po Marianne (24. února 1847 – 19. prosince 1878) byla pojmenována jáma, která sloužila k odvětrávání důlního komplexu.
Skutečnost, že Eugen Larisch-Mönnich zdědil důl Jindřich, byla do horních knih byla zaknihována až před rokem 1870. Východní část těžebního pole „Jindřichovo štěstí" byla při tehdejších možnostech důlní dopravy těžko přístupná. Hrabě Eugen tedy přistoupil v roce 1862 k hloubení nové jámy – Evžen.
Když Eugen Larisch-Mönnich zemřel, zanechal tři dcery: Henriettu Marii (narozenou 17. března 1866), Gabrielu Marii (narozenou 30. listopadu 1872) a Franzisku Marii (narozenou 24. října 1875). Dcery byly nezletilé, a tak soud určil osobu, která je bude zastupovat a spravovat zděděný majetek. Správu továrny na zinkovou bělobu, továrny na hliněné zboží a důlních podniků vykonával  poručník Ferdinand hrabě Deym. Správu dolů vykonával Ferdinand Deym spolu s hrabětem Augustinem Bellegarde.

## Doly Jindřichovo štěstí dědiců Evžena Larisch-Mönnicha
Pro správu byla zřízena společnost s německým názvem „Heinrichs-Glück-Zeche der Gräflich Eugen von Larisch-Mönnich Erben". V roce 1885 bylo oslaveno 50 let existence důlního podnikání v Petřvaldu.
Společnost zastupoval Ferdinand Deym; příkladem je schůzka ve Vídni zabývající se osmihodinovou pracovní dobou.
V červenci 1897 povolila ministerstva zřízení akciové společnosti žadateli Ferdinandu Deymovi, který zastupoval nezletilé dědičky a hraběti Augustu Bellergarde, manželovi a právnímu zástupci Henrietty Marie Larisch-Mönnichové. Základní kapitál nově založené společnosti se měl pohybovat kolem jednoho až dvou milionů zlatých, z toho jeden milion měl být použit na těžbu a 200 000 florénů mělo sloužit jako provozní kapitál. Největší část kapitálu převzali sami dědicové, menší část hrabě Johann Larisch-Mönnich, hrabě Johann Wilczek a bratři Gutmannové.
Dne 9. srpna 1897 se konala ve Vídni ustanovující valná hromada společnosti Ostrau-Karwiner Montangesellschaft (Ostravsko-karvinská báňská společnost). Předsedou správní rady byl zvolen Ferdinand Deym. Základní kapitál společnosti obnášel 1,5 mil zlatých,  rozdělen na 7500 akcií po 200 zl. Důlní pole mělo velikost 648,2789 ha.
Jméno Jindřich nesly v Ostravsko -karvinském revíru byly tři šachty; ta v Petřvaldu byla kolem přelomu století přejmenována na Graf Deym (hrabě Deym).
Na valné hromadě konané v roce 1899 bylo konstatováno, že všeobecný rozvoj průmyslu společnosti velice prospěl, a kdyby stále více se vzmáhající nedostatek dělníků, zvláště zdatných horníků, neochromoval činnost závodů, byla by společnost docílila výsledků mnohem příznivějších.
Nedostatek horníků byl způsoben tvrdými podmínkami na šachtách. Nejen, že horníci měli malé mzdy, ale uhlí do domácnosti si museli kupovat a bylo jim bylo sráženo z platů i svítivo do kahanů. Zástupci těžebních společností včetně Ferdinanda Deyma, se 11. ledna 1900 sešli a projednali ústupky horníkům.
Ostrau-Karwiner Montangesellschaft měl v roce 1910 právní formu společnosti s ručením omezeným.

## Jámy v západní části důlního pole Jindřichovo štěstí
| český název                   | jáma Jindřich (důl Deym)         | jáma Bedřich                    | Nálezná jáma III.                | Jáma Jan                        | Jáma Marie                       |
| německý název                 | Heinrich - Schacht (Graf Deym )  | Friedrich - Schacht             | Fundschacht                      | Johann - Schacht                | nezaměnit s jámou Marjánka       |
| ----------------------------- | -------------------------------- | ------------------------------- | -------------------------------- | ------------------------------- | -------------------------------- |
| souřadnice                    | 49°50′34″ s. š., 18°23′48″ v. d. | 49°50′5″ s. š., 18°23′17″ v. d. | 49°50′39″ s. š., 18°23′44″ v. d. | 49°50′9″ s. š., 18°22′39″ v. d. | 49°50′18″ s. š., 18°23′26″ v. d. |
| číslo České geologické služby | 10862                            | 10787                           | 10765                            | 10758                           | 10764                            |
| číslo Starých důlních děl     | 9213                             |                                 |                                  |                                 |                                  |
| zahájení hloubení             |                                  | 1835                            |                                  |                                 |                                  |
| likvidace                     |                                  | 1884                            |                                  |                                 |                                  |
| hloubka před rokem 1885       |                                  | 75 metrů; 72 metrů (DIAMO)      |                                  |                                 |                                  |
| hloubka v roce 1885           | 209 metrů                        |                                 | 98 metrů; 99metrů (DIAMO)        | 51,8 metrů                      |                                  |
| hloubka v roce1898            | 316 metrů                        |                                 |                                  |                                 |                                  |

Jáma Jindřich byla na úrovni 1. patra (Martinské patro) v hloubce 52 metrů propojena s Martinskou štolou. Později byla na úrovni 2. patra v hloubce 97 metrů propojena s jámou Nálezná. Jáma Nálezná tak sloužila jako větrní jáma (větérka), která zajistila odtah vzduchu, který jako čerstvý vstupoval do jámy Jindřich. Na úrovni 3. patra v hloubce 160 metrů byla jáma Jindřich spojena s jámou Karel, která sloužila jako větrní jáma. Na úrovni 5. patra v hloubce 210 metrů byla jáma Jindřich spojena s jámou Evžen. Bylo vyhloubeno ještě 6. a 7. patro, ale jáma Jindřich se postupně stávala jámou, kterou se těžilo stále méně uhlí.
V roce 1922 Ostrau-Karwiner Montangesellschaft kompletně přestavěla povrchová zařízení jámy Evžen (Eugenschacht).
V roce 1928  proběhlo zasypávání jámy Deym. Nad úrovní 6. patra byla šachta zaslepena mohutnou betonovou přepážkou, na níž byl sypán materiál, který vyplnil jámu. Pro účely větrání byl zachován profil jámy spojující šesté a sedmé patro. Tato slepá jáma (šibik) byla zlikvidována v roce 1956.

## Události
V roce 1907 došlo k výměně na pozici ředitele. Do důchodu odešel Eugen Wurzian a na jeho místo nastoupil jeho zeť Robert Mittag,který byl jako ředitel uváděn i v roce 1925.
Firma oplotila pozemek u jámy Evžen, ale plot opakovaně vytrhal petřvaldský občan. Společnost věc presentovala jako poškození majetku. V roce 1912 odmítl odvolací soud trestní stíhání tohoto občana, protože sloupky ani drát nebyly poškozeny. Společnost byla odkázána na civilní soud, u kterého měla podat žalobu na určení pozemkových hranic.
V roce 1914 byly vydány nové předpisy pro těžní lana. Po jednoročním používání se u tzv. mokrých jam požadovalo úřední přezkoušení lan. Mezi tyto jámy byly zařazeny i jáma hrabě Deym a jáma Evžen.
Dne 25. července 1914 vstoupili horníci kvůli mzdovým požadavkům do stávky. Ostravská správa dolů odmítla požadavky na zvýšení mezd a stávkující se na poradě domluvili o obnovení práce.
Na začátku října 1919 vytryskl v hloubce 273 metrů proud vody. Nashromáždilo se 450 m³ vody, která zabránila těžbě ve slojích pod horizontem průvalu. Ve dni průvalu se vytěžilo pouze 250 metrických centů uhlí.
Těžba uhlí byla ovlivňována situací na trhu. Na jaře a na podzim1922 byly rušeny pracovní směny. Situace na trhu se nezlepšila ani na jaře 1923. Pro zrušené směny byl v tisku používán výraz „Feierschichten", běžně se hovořilo o fajeršichtách nebo świętuwkach. Naproti tomu pracovali horníci na konci roku 1923 ve většině dolů i v neděli. Jednalo se o tzv. Cuštontšichty či Yberšichty. Na šachtách Ostrau-Karwiner Montangesellschaft pracovali horníci v ranní směně.
V květnu 1923 otevřel třicetiletý horník nečekaně boční dveře a skočil do 400 metrů hluboké jámy.